# Scandium
Scandium (von lat. Scandia „Skandinavien“; auch Skandium) ist ein chemisches Element mit dem Symbol Sc und der Ordnungszahl 21. Im Periodensystem steht es in der 3. Nebengruppe, bzw. der 3. IUPAC-Gruppe oder Scandiumgruppe. Es ist das erste der Übergangsmetalle und wird auch den Metallen der Seltenen Erden zugerechnet.
Scandium ist ein silbrig-weißes, seltenes, weiches Leichtmetall. Es hat nur wenige Anwendungen, hauptsächlich wird es für Legierungen verwendet.

## Geschichte
Scandium wurde 1879 von Lars Fredrik Nilson entdeckt. Aus 10 kg Euxenit und Gadolinit isolierte er ein Oxid mit bisher unbekannten Eigenschaften. Das von ihm vermutete neue Element nannte er zu Ehren seiner Heimat Skandinavien „Scandium“. Schon 1869 sagte Dmitri Iwanowitsch Mendelejew ein Element Eka-Bor vorher. Erst Per Teodor Cleve erkannte später die Übereinstimmung des Scandiums mit dem Eka-Bor.
Reines Scandium wurde erstmals 1937 elektrolytisch aus einer eutektischen Schmelze aus Kalium-, Lithium- und Scandiumchlorid bei 700 bis 800 °C hergestellt.
2003 gab es weltweit nur drei Minenproduktionsstätten: Bayan-Obo-Mine (Volksrepublik China), Schowti Wody (Ukraine) und auf der Halbinsel Kola (Russland).
2018 ist eine Produktionsstätte von Australian Mines in Australien dazu gekommen.

## Vorkommen
Scandium gehört zu den seltenen Elementen. Elementar kommt es nicht vor, nur in einigen seltenen Mineralen findet man es in angereicherter Form. Scandium als Hauptbestandteil enthalten nur fünf Minerale:
- Pretulit – Sc[PO4]
- Thortveitit – Sc2[Si2O7][15]
- Kolbeckit – Sc[PO4] · 2 H2O
- Allendeit – Sc4Zr3O12
- Heftetjernit – ScTaO4

Daneben sind bisher (Stand 2013) noch 14 weitere Minerale bekannt, bei denen Scandium in geringeren Anteilen in der chemischen Formel vertreten ist wie unter anderem Jervisit, Bazzit, Juonniit, Cascandit, Davisit und Scandiobabingtonit.
Ein Mineralgemisch, zunächst als eigenständiges Mineral beurteilt, wurde nach Fredrik Johan Wiik als Wiikit benannt, das etwa 1 bis 1,5 % Skandiumoxid enthalten soll. Weitere darin enthaltene Elemente sind Titan, sowie Eisen, Seltene Erden, Silizium, Thorium, Uran und Zirkonium.
Als Beimengung in geringer Konzentration findet sich Scandium in einigen hundert Mineralen, wobei einige Quellen mehr als 800 Mineralien angeben. Es ist daher auch in Erzkonzentraten der Übergangsmetalle als „Verunreinigung“ enthalten. Hierzu zählen russische und chinesische Wolframit- und Tantalitkonzentrate. Auch bei der Aufbereitung uranhaltiger Erze fallen Scandiumverbindungen an.

## Gewinnung und Herstellung
Als Ausgangsstoff dient hauptsächlich Thortveitit, das in mehreren Verfahrensschritten zum Scandiumoxid aufbereitet wird. Metallisches Scandium wird anschließend durch Umsetzung zum Fluorid und Reduktion mit Calcium erzeugt.
Laut USGS wird die Jahresproduktion und der Jahresverbrauch auf 15–25 Tonnen Scandiumoxid geschätzt. Haupthersteller waren China, die Philippinen und Russland. Scandium wird sowohl von der EU, als auch den USA als kritischer Rohstoff eingestuft.
Deshalb laufen derzeit auch global zahlreiche Projekte neue Förderstätten für Scandium zu erschließen oder bestehende Scandiumproduktionen auszubauen. In den USA wird für das Elk Creek-Projekt in Nebraska ein Finanzier gesucht. Dort soll in einer polymetallischen Mine neben Titandioxid und Ferroniob auch Scandiumoxid erzeugt werden, die Reserven für Scandium werden auf 2.400 t geschätzt. In Arizona hat das La Paz Scandium- und Seltenerdprojekt die Bewilligung für eine Kernbohrkampagne erhalten und in Texas und Alaska gibt es jeweils ein Abbauprojekt, das auch eine Scandiumgewinnung in den Plänen beinhaltet. Außerdem laufen Forschungsprojekte um Scandium aus Kohle und Kohleprodukten zu gewinnen. Im kanadischen Sorel-Tracy erklärte ein Erzeuger die Fertigstellung einer Anlage für Hochleistungs-Aluminium-Scandium-Legierungen mit einer Kapazität von 3 t hochreinem (99,99 %) Scandiumoxid. In Australien gibt es mehrere polymetallische Abbauprojekte, die auch die Gewinnung von Scandium enthalten und sich in verschiedenen Stadien der Umsetzung befinden. Auf den Philippinen stellt ein Werk 13 t pro Jahr Scandiumoxalat her, das als Nebenprodukt einer Hochdruck-Säurelaugung von Nickel gewonnen wird und umgerechnet 7,5 t Scandiumoxid entspricht. In Russland soll in der Ural-Region eine Scandiumgewinnung mit der Kapazität von 3 t Scandiumoxid bei 99 % Reinheit als Nebenprodukt einer Aluminiumschmelze errichtet werden. In der Kurgan-Region waren zwei mobile und zwei stationäre Absorptionskolonnen zur Gewinnung von 99,9 % reinem Scandiumoxid in Betrieb, sowie eine Technologie, die es erlaubt eine Aluminium-Scandium-Legierung als Nebenprodukt einer Uranproduktion zu gewinnen. Laut den letzten verfügbaren Daten (2019) wurden 230 kg Metall hergestellt und zu Kunden versandt.
In Europa demonstrierte eine Pilotanlage im griechischen Agios Nikolaos erfolgreich die Möglichkeit der Gewinnung von Scandium aus industriellen Abfällen der Bauxit-Behandlung im Bayer-Verfahren mittels einer patentierten selektiven Ionenaustauschtechnologie, als Teil des Horizont 2020 Forschungsprogramms der EU. In Finnland erklärt das Kiviniemi-Scandium-Projekt in Rautalampi über 13,4 Millionen Tonnen Ressourcen mit 163 ppm Scandium zu verfügen. In China gibt es bei einem Hersteller in Staatsbesitz in Shanghai Pläne die existierende Produktion mit einer Kapazität von 50 t pro Jahr Scandiumoxid-Rohstoff langfristig auf 100 t pro Jahr zu steigern. Ein weiterer Hersteller in Henan mit einer Anlage von 10 t pro Jahr Scandiumoxid hat Pläne diese auf 20 t pro Jahr zu steigern.

## Eigenschaften

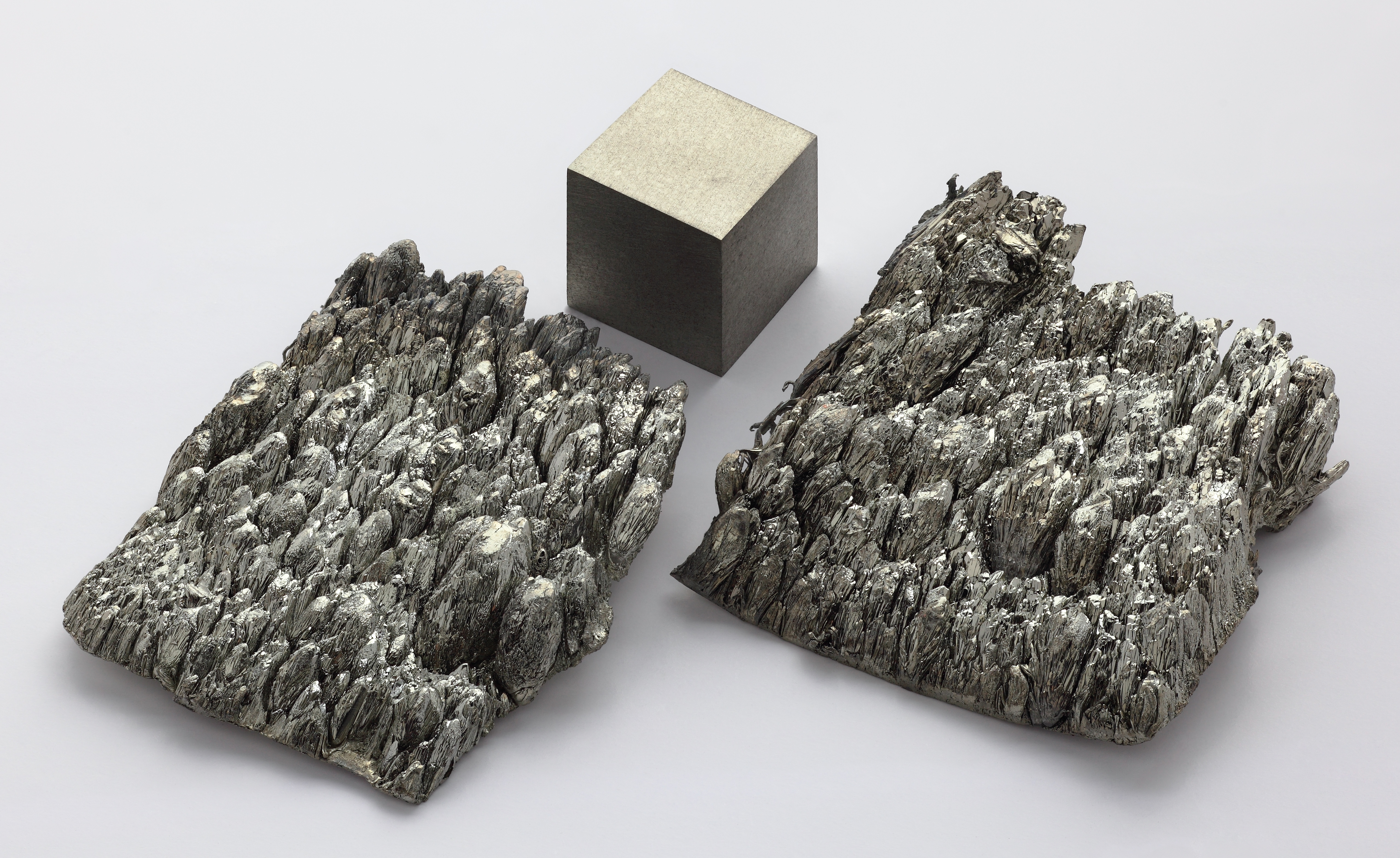
Reines Scandium, sublimiert-dendritisch

Aufgrund seiner Dichte zählt Scandium zu den Leichtmetallen. An Luft wird es matt, es bildet sich eine schützende gelbliche Oxidschicht.
Scandium reagiert mit verdünnten Säuren unter Bildung von Wasserstoff und dreiwertigen Kationen. In Wasserdampf erfolgt ab 600 °C die Umsetzung zu Scandiumoxid Sc2O3. In wässrigen Lösungen verhalten sich Sc-Kationen ähnlich wie Aluminium, was bei analytischen Trennungen oftmals Schwierigkeiten bereitet.

## Verwendung
Seine Hauptanwendung findet Scandium als Scandiumiodid in Hochleistungs-Hochdruck-Quecksilberdampflampen, beispielsweise zur Stadionbeleuchtung. Zusammen mit Holmium und Dysprosium entsteht ein dem Tageslicht ähnliches Licht. Scandium wird auch zur Herstellung von Laserkristallen verwendet. Magnetischen Datenspeichern wird Scandiumoxid zur Erhöhung der Ummagnetisierungsgeschwindigkeit zugesetzt. Scandium als Scandiumchlorid wird in Mikromengen als ein wichtiger Bestandteil im Katalysator bei der Chlorwasserstoffherstellung eingesetzt, Forscher des Max-Planck-Instituts für Kohlenforschung nutzten es zudem zur Herstellung eines Katalysators zur Be- und Entladung von Metallhydridspeichern für Wasserstoff, der neben dem Scandiumchlorid ScCl3 unter anderem noch Natriumhydrid und Aluminium enthielt. Später wurden jedoch titanenthaltende Katalysatoren verwendet.
Als Legierungszusatz zeigt Scandium gefügestabilisierende und korngrößenfeinende Effekte. Eine Aluminium-Lithium-Legierung mit geringem Scandiumzusatz wird zur Herstellung einiger Bauteile in russischen Kampfflugzeugen verwendet. Auch in der modernen Fahrradindustrie (siehe Rennrad) werden Scandiumlegierungen eingesetzt. Diese Legierungen enthalten ebenfalls nur wenig Scandium. Ende der 1990er Jahre brachte der Revolverhersteller Smith & Wesson das Revolver-Modell 360PD heraus. Der aus einer Scandium-Aluminium-Legierung bestehende Rahmen ermöglicht eine deutliche Gewichtsreduktion.
Weiters ist Aluminiumscandiumnitrid (AlScN) ein Verbindungshalbleiter. Die Forschung daran befindet sich mit Stand 2020 in einem frühen Stadium, jedoch gelangen erste Fortschritte bei der Entwicklung leistungselektronischer Bauelemente in industrietauglichen Epitaxieverfahren. Ebenfalls im Interesse der Forschung stehen die piezoelektrischen und pyroelektrischen sowie insbesondere die 2019 erst entdeckten ferroelektrischen Eigenschaften des Materials, die zahlreiche weitere Anwendungsfelder eröffnen.

## Sicherheitshinweise
Scandiumpulver ist brennbar und daher als feuergefährlich einzustufen. Es kann durch kurzzeitige Einwirkung einer Zündquelle leicht entzündet werden und brennt nach deren Entfernung weiter. Die Entzündungsgefahr ist umso größer, je feiner der Stoff verteilt ist.

## Verbindungen
- Scandiumoxid – Sc2O3
- Scandiumfluorid – ScF3
- Scandiumchlorid – ScCl3
- Scandiumbromid – ScBr3
- Scandiumdiiodid – ScI2
- Scandiumiodid – ScI3
- Scandiumnitrat – Sc(NO3)3
- Scandiumsulfat – Sc2(SO4)3